# Manuel Gònima
Manuel Gònima (auch Emmanuel Gònima, * 1712 in Lleida; † 27. Februar 1792 in Girona) war ein katalanischer Kapellmeister und Komponist.

## Leben und Werk
Manuel Gónima war wahrscheinlich Chorknabe in der Kathedrale von Lleida und wurde dort bei Domènec Teixidor ausgebildet. In Barcelona war er Schüler des Kapellmeisters Bernat Tria in der Kapelle des Palau de la Comtessa und von Pau Llinàs in der Kirche Santa Maria del Pi.
1733 versuchte er, die Position des Kapellmeisters der Kathedrale von Vic zu erlangen, aber das Kapitel besetzte diese Stelle mit Josep Bernat. 1735 erhielt er die Position des Kapellmeisters an der Kathedrale von Girona und ersetzte dort Tomàs Milans. 1743 erhielt er die niederen Weihen, 1744 wurde er durch Bischof Baltasar de Bastero zum Priester geweiht. Er hielt diese Kapellmeisterstellung bis zu seiner Pensionierung im Jahr 1774 und wurde dort dann durch Francesc Juncà abgelöst. Nach seiner Pensionierung beteiligte er sich jedoch weiterhin an den Besetzungsverfahren und -wettbewerben für die Musikerstellen an der Gironeser Kathedrale.
Fast einhundert kompositorische Werke von Manuel Gònima, darunter Villancets, Oratorien und Kantaten, lagern heute im Kapitelarchiv von Girona und in der Katalanischen Nationalbibliothek. Besonders die überkommenen Villancets sind gut untersucht und verdeutlichen den Übergang vom musikalischen Barock zur Vorklassik. Man kann sie im Grunde drei Kompositionsstufen zuordnen. Stücke der ersten Phase stehen dem spanischen Barock sehr nahe. Villancets der zweiten Stufe weisen typische Elemente des spanischen Barock, aber auch klare italienische Einflüsse auf. Villancets der dritten Phase sind deutlich durch den Galanten Stil oder die Vorklassik geprägt.